# 蔡希良
蔡希良（1966年8月—），男，汉族，中华人民共和国政治人物，现任中国共产党第二十届中央委员会候补委员，现任中国人寿保险（集团）公司党委书记。曾任中国出口信用保险公司党委副书记、副董事长、总经理，中国中信集团有限公司党委委员、副总经理，中国人寿保险（集团）公司党委副书记，中国人寿资产管理有限公司董事长。 2025年4月广发银行第二次临时股东大会选举蔡希良先生为广发银行董事